# Harry Dean Stanton
Harry Dean Stanton (Irvine, Kentucky, 1926. július 14. – Los Angeles, Kalifornia, 2017. szeptember 15.) amerikai színész.

## Élete és pályafutása
Los Angelesben saját együttesében énekelt és gitározott.
Több mint száz filmben és ötven tévéfilmben szerepelt. Színészi pályafutása előtt Stanton a második világháborúban szolgált. Az 1960-as, 1970-es években olyan filmekben szerepelt, mint a Bilincs és mosoly (1967), a Kelly hősei (1970), a Dilinger (1973), A Keresztapa II. (1974), és A nyolcadik utas: a Halál (1979). 1984-ben ő alakította Travist a Párizs, Texas című filmben.
Utolsó nagy alakítása a Lucky (2017) főszerepe volt, melynek bemutatóját már nem élte meg.

## Filmográfia

### Filmek
| Év                       | Magyar cím                            | Eredeti cím                         | Szerep                                             | Magyar hang                                                |
| ------------------------ | ------------------------------------- | ----------------------------------- | -------------------------------------------------- | ---------------------------------------------------------- |
| 1956                     | Lázadás az erődnél                    | Revolt at Fort Laramie              | Rinty                                              |                                                            |
| 1956                     | A tévedés áldozata                    | The Wrong Man                       | A Büntetés-végrehajtási Minisztérium alkalmazottja |                                                            |
| 1957                     |                                       | Tomahawk Trail                      | Miller                                             |                                                            |
| 1958                     |                                       | The Proud Rebel                     | Jeb Burleigh                                       |                                                            |
| 1958                     |                                       | Voice in the Mirror                 | Hisztérikus beteg a pszichiátriai osztályon        |                                                            |
| 1959                     | A Pork Chop-domb                      | Pork Chop Hill                      | Amerikai katona BAR-ral                            |                                                            |
| 1959                     |                                       | The Jayhawkers!                     | Smallwood helyettes                                |                                                            |
| 1959                     |                                       | A Dog's Best Friend                 | Roy Janney                                         |                                                            |
| 1960                     | Huckleberry Finn kalandjai            | The Adventures of Huckleberry Finn  | A rabszolgatartó                                   |                                                            |
| 1962                     | Kalóz a szigeten                      | Hero's Island                       | Dixey Gates                                        |                                                            |
| 1962                     | A vadnyugat hőskora                   | How the West Was Won                | Gant Henchman                                      |                                                            |
| 1963                     | Nyomoz a vőlegény                     | The Man from the Diners' Club       | Költészet-idéző beatnik                            |                                                            |
| 1966                     | Lovasok forgószélben                  | Ride in the Whirlwind               | Dick "Blind Dick"                                  |                                                            |
| 1967                     | A gyilkolás ideje                     | A Time for Killing                  | Dan Way                                            |                                                            |
| 1967                     |                                       | The Hostage                         | Eddie                                              |                                                            |
| 1967                     | Bilincs és mosoly                     | Cool Hand Luke                      | Tramp                                              | Varga T. József                                            |
| 1968                     |                                       | Day of the Evil Gun                 | Parker                                             |                                                            |
| 1968                     | A miniszoknyás bűnbanda               | The Mini-Skirt Mob                  | Spook                                              |                                                            |
| 1969                     |                                       | Lanton Mills                        | Lanton                                             |                                                            |
| 1970                     |                                       | The Rebel Rousers                   | Randolph Halverson                                 |                                                            |
| 1970                     | Kelly hősei                           | Kelly's Heroes                      | Willard                                            | Kiss László                                                |
| 1971                     |                                       | Two-Lane Blacktop                   | Oklahomai stoppos                                  |                                                            |
| 1971                     |                                       | What's the Matter with Helen?       | Malcolm Hays                                       |                                                            |
| 1972                     | Cisco Pike                            | Cisco Pike                          | Jesse Dupre                                        | Fekete Zoltán                                              |
| 1972                     | Meztelen bosszú                       | Cry for Me, Billy                   | Luke Todd                                          |                                                            |
| 1973                     | Pat Garrett és Billy, a kölyök        | Pat Garrett & Billy the Kid         | Luke                                               | Szalai Imre (1. szinkron) Salinger Gábor (2. szinkron)     |
| 1973                     | Dillinger                             | Dillinger                           | Homer Van Meter                                    | Orosz István (1. szinkron) Varga Tamás (2. szinkron)       |
| 1974                     | Ahol a liliomok nyílnak               | Where the Lilies Bloom              | Kiser Pease                                        |                                                            |
| 1974                     | A farmer felesége                     | Zandy's Bride                       | Songer                                             | Varga T. József                                            |
| 1974                     |                                       | Cockfighter                         | Jack Burke                                         |                                                            |
| 1974                     |                                       | Win, Place or Steal                 | Jack                                               |                                                            |
| 1974                     | A Keresztapa II.                      | The Godfather Part II               | FBI-ügynök                                         | Kiss Gábor (1. szinkron) Szűcs Sándor (2. szinkron)        |
| 1975                     | Rafferty és a lányok                  | Rafferty and the Gold Dust Twins    | Billy Winston                                      |                                                            |
| 1975                     |                                       | Rancho Deluxe                       | Curt                                               |                                                            |
| 1975                     | Kincs ez a nő!                        | The Fortune                         | Fogoly a fogdában                                  |                                                            |
| 1975                     | Kedvesem, Isten veled                 | Farewell, My Lovely                 | Billy Rolfe detektív                               |                                                            |
| 1975                     |                                       | 92 in the Shade                     | Carter                                             |                                                            |
| 1976                     | Missouri fejvadász                    | The Missouri Breaks                 | Calvin                                             | Varga Tamás                                                |
| 1978                     |                                       | Renaldo and Clara                   | Lafkezio                                           |                                                            |
| 1978                     | Próbaidő                              | Straight Time                       | Jerry Schue                                        | Balkay Géza                                                |
| 1979                     |                                       | Wise Blood                          | Asa Hawks                                          |                                                            |
| 1979                     | A nyolcadik utas: a Halál             | Alien                               | Samuel Brett                                       | Beregi Péter (1. szinkron) Uri István (2. szinkron)        |
| 1979                     | A rózsa                               | The Rose                            | Billy Ray                                          | Boros Zoltán                                               |
| 1980                     | Halál egyenes adásban                 | Death Watch                         | Vincent Ferriman                                   |                                                            |
| 1980                     |                                       | The Black Marble                    | Philo Skinner                                      |                                                            |
| 1980                     | Benjamin közlegény                    | Private Benjamin                    | Jim Ballard őrmester                               | Galkó Balázs (1. szinkron) Orosz István (2. szinkron)      |
| 1981                     | Menekülés New Yorkból                 | Escape from New York                | Harold "Brain" Hellman                             | Juhász Jácint (1. szinkron) Kőszegi Ákos (2. szinkron)     |
| 1982                     | Szívbéli                              | One from the Heart                  | Moe                                                | Rudas István                                               |
| 1982                     | Ágyak és vágyak                       | Young Doctors in Love               | Dr. Oliver Ludwig                                  | Berzsenyi Zoltán                                           |
| 1983                     | Christine                             | Christine                           | Rudy Junkins nyomozó                               | Varga T. József (1. szinkron) Rosta Sándor (2. szinkron)   |
| 1984                     | Segítő kezek                          | Repo Man                            | Bud                                                | Varga T. József (1. szinkron) Barbinek Péter (2. szinkron) |
| 1984                     | Párizs, Texas                         | Paris, Texas                        | Travis Henderson                                   | Cserhalmi György                                           |
| 1984                     |                                       | The Bear                            | Thomas edző                                        |                                                            |
| 1984                     | Vörös hajnal                          | Red Dawn                            | Tom Eckert                                         | Orosz István                                               |
| 1985                     | Gondos bocsok – Szíves, színes bocsok | The Care Bears Movie                | Hősi Leo (énekhang)                                | Szombathy Gyula                                            |
| 1985                     | Segítsetek, űrlakók!                  | UFOria                              | Bud Sanders testvér                                | Bácskai János                                              |
| 1985                     | Varázslatos karácsony                 | One Magic Christmas                 | Gideon                                             | Versényi László                                            |
| 1985                     | A szerelem bolondjai                  | Fool for Love                       | Öregember                                          | Végvári Tamás                                              |
| 1986                     | Álmodj rózsaszínt                     | Pretty in Pink                      | Jack Walsh                                         | Tordy Géza                                                 |
| 1987                     | Élet-halál tánc                       | Slam Dance                          | Benjamin Smiley nyomozó                            | Perlaki István (1. szinkron) Kassai Károly (2. szinkron)   |
| 1988                     | Csillagos lobogó                      | Stars and Bars                      | Loomis Gage                                        | Dunai Tamás                                                |
| 1988                     | Krisztus utolsó megkísértése          | The Last Temptation of Christ       | Pál apostol                                        | Végvári Tamás                                              |
| 1988                     | Mr. North                             | Mr. North                           | Henry Simmons                                      | Berzsenyi Zoltán                                           |
| 1989                     | Álom, édes álom                       | Dream a Little Dream                | Ike Baker                                          | Perlaki István                                             |
| 1989                     | Talpalatnyi tornádó                   | Twister                             | Eugene Cleveland                                   |                                                            |
| 1990                     | Az utolsó háború                      | The Fourth War                      | Hackworth tábornok                                 | Versényi László                                            |
| 1990                     | Veszett a világ                       | Wild at Heart                       | Johnnie Farragut                                   | Szokolay Ottó (1. szinkron) Bezerédi Zoltán (2. szinkron)  |
| 1992                     | Twin Peaks – Tűz, jöjj velem!         | Twin Peaks: Fire Walk with Me       | Carl Rodd                                          | Dobránszky Zoltán                                          |
| 1992                     | Zűrös manus                           | Man Trouble                         | Redmond Layls                                      | Gruber Hugó                                                |
| 1992                     |                                       | Cruise Control                      | Roland                                             |                                                            |
| 1994                     | Kék tigris                            | Blue Tiger                          | Smith                                              |                                                            |
| 1995                     | 101 éjszaka                           | One Hundred and One Nights          | hollywoodi színész                                 |                                                            |
| 1995                     | Óvakodj az idegentől!                 | Never Talk to Strangers             | Max Cheski                                         | Reviczky Gábor                                             |
| 1996                     |                                       | Playback                            | Ernie Fontenot                                     |                                                            |
| 1996                     | Tűz a víz alá!                        | Down Periscope                      | Howard                                             | Palóczy Frigyes                                            |
| 1997                     | Életem szerelme                       | She's So Lovely                     | Tony "Shorty" Russo                                | Reviczky Gábor                                             |
| 1997                     |                                       | Midnight Blue                       | Eric                                               |                                                            |
| 1997                     | Tűz a mélyben                         | Fire Down Below                     | Cotton Harry                                       | Velenczey István                                           |
| 1998                     | Az óriás                              | The Mighty                          | Elton "Napa" Pinneman                              | Rudas István                                               |
| 1998                     | Félelem és reszketés Las Vegasban     | Fear and Loathing in Las Vegas      | Bíró                                               | Láng József                                                |
| 1998                     | Zavaros vizeken                       | A Civil Action                      | Földmegfigyelő                                     |                                                            |
| 1998                     |                                       | Tobacco Blues                       | narrátor                                           |                                                            |
| 1999                     |                                       | Ballad of the Nightingale           | Jean-Paul                                          |                                                            |
| 1999                     | The Straight Story – Igaz történet    | The Straight Story                  | Lyle Straight                                      |                                                            |
| 1999                     | Halálsoron                            | The Green Mile                      | Toot-Toot                                          | Tardy Balázs                                               |
| 2000                     | A síró ember                          | The Man Who Cried                   | Felix Perlman                                      | Szokolay Ottó                                              |
| 2000                     |                                       | Sand                                | Leo                                                |                                                            |
| 2001                     | Az ígéret megszállottja               | The Pledge                          | Floyd Cage                                         | Rudas István                                               |
| 2001                     | Tök állat                             | The Animal                          | Vadász                                             |                                                            |
| 2002                     | Sonny                                 | Sonny                               | Henry                                              | Versényi László                                            |
| 2002                     | Ginostra                              | Ginostra                            | Del Piero                                          |                                                            |
| 2003                     | Ki nevel a végén?                     | Anger Management                    | Vak férfi                                          | Antal László                                               |
| 2004                     |                                       | Chrystal                            | Pa Da                                              |                                                            |
| 2004                     | A nagy zsozsó                         | The Big Bounce                      | Bob Rogers, Sr.                                    | Csuha Lajos                                                |
| 2004                     | Dig! – Ezt kapd ki!                   | Dig!                                | önmaga                                             |                                                            |
| 2005                     | A Wendell Baker balhé                 | The Wendell Baker Story             | Skip Summers                                       | Szokolay Ottó                                              |
| 2006                     | Alpha Dog                             | Alpha Dog                           | Cosmo Gadabeeti                                    | Varga Tamás                                                |
| Én, a nő és plusz egy fő | You, Me and Dupree                    | Kócos                               | Cs. Németh Lajos                                   |                                                            |
| UFO boncolás             | Alien Autopsy                         | Harvey                              | Szokolay Ottó                                      |                                                            |
| Inland Empire            | Inland Empire                         | Freddie Howard                      | Varga Tamás                                        |                                                            |
| 2007                     |                                       | The Good Life                       | Gus                                                |                                                            |
| 2007                     |                                       | Being Michael Madsen                | önmaga                                             |                                                            |
| 2007                     |                                       | Mr. Warmth: The Don Rickles Project | önmaga                                             |                                                            |
| 2009                     |                                       | The Open Road                       | Amon                                               |                                                            |
| 2010                     |                                       | On Holiday                          | Josh                                               |                                                            |
| 2011                     | Rango                                 | Rango                               | Baltazár (hang)                                    | Tordy Géza                                                 |
| 2011                     | Helyben vagyunk                       | This Must Be the Place              | Robert Plath                                       | Uri István                                                 |
| 2012                     | Bosszúállók                           | The Avengers                        | Biztonsági őr                                      | Harsányi Gábor                                             |
| 2012                     | A hét pszichopata és a si-cu          | Seven Psychopaths                   | Kalapos férfi                                      | Nem szólal meg                                             |
| 2012                     | Harry Dean Stanton: Részben fikció    | Harry Dean Stanton: Partly Fiction  | önmaga                                             |                                                            |
| 2013                     | Erőnek erejével                       | The Last Stand                      | Mr. Parsons                                        | Izsóf Vilmos                                               |
| 2013                     |                                       | 9 Full Moons                        | Dimitri                                            |                                                            |
| 2013                     |                                       | Carlos Spills the Beans             | Rhino                                              |                                                            |
| 2014                     |                                       | The Pimp and the Rose               | Harry                                              |                                                            |
| 2016                     |                                       | Hux                                 | nagypapa                                           |                                                            |
| 2017                     |                                       | Sick of it All                      | Híradós riporter                                   |                                                            |
| 2017                     | Lucky                                 | Lucky                               | Lucky                                              |                                                            |
| 2018                     |                                       | Frank & Ava                         | Lloyd seriff                                       |                                                            |

### Televíziós szerepek
| Év         | Magyar cím                      | Eredeti cím                               | Szerep                     | Megjegyzések |
| ---------- | ------------------------------- | ----------------------------------------- | -------------------------- | ------------ |
| 1954       |                                 | Inner Sanctum                             | Andrew                     | 1 epizód     |
| 1957       |                                 | Suspicion                                 | Bill                       | 1 epizód     |
| 1957       |                                 | The Walter Winchell File                  | Vidéki fiú                 | 1 epizód     |
| 1958–1968  |                                 | Gunsmoke                                  | különböző karakter         | 8 epizód     |
| 1958       |                                 | Panic!                                    | Jerry                      | 1 epizód     |
| 1958       |                                 | Decision                                  | Simeon Dawson              | 1 epizód     |
| 1958       |                                 | The Adventures of Rin Tin Tin             | Clint Dirkson              | 1 epizód     |
| 1958       |                                 | Man with a Camera                         | Jerry                      | 1 epizód     |
| 1958, 1959 |                                 | The Texan                                 | Chad Bisbee / Frank Kaler  | 2 epizód     |
| 1958, 1959 |                                 | Rescue 8                                  | Landers / Skeets           | 2 epizód     |
| 1959       |                                 | Walt Disney Presents                      | Drew Griswold              | 1 epizód     |
| 1959       |                                 | Bat Masterson                             | Jay Simms                  | 1 epizód     |
| 1959       |                                 | The D.A.'s Man                            | Barbo                      | 1 epizód     |
| 1959       |                                 | The Rifleman                              | Clemmie Martin             | 1 epizód     |
| 1959       |                                 | The Lineup                                | Alfie                      | 2 epizód     |
| 1959       |                                 | Lock-Up                                   | Tommy Fuller               | 1 epizód     |
| 1959       |                                 | Westinghouse Desilu Playhouse             | Rafe Daniels / Gordon      | 2 epizód     |
| 1959–1961  |                                 | The Lawless Years                         | különböző karakter         | 4 epizód     |
| 1959, 1962 |                                 | Have Gun – Will Travel                    | "Slim" Wilder / Stoneman   | 2 epizód     |
| 1959–1963  |                                 | Laramie                                   | különböző karakter         | 4 epizód     |
| 1959–1965  |                                 | Rawhide                                   | különböző karakter         | 4 epizód     |
| 1960       |                                 | The Man from Blackhawk                    | Sonny Blakey               | 1 epizód     |
| 1960       |                                 | Johnny Ringo                              | Frank Brogger              | 1 epizód     |
| 1960       | Alfred Hitchcock bemutatja      | Alfred Hitchcock Presents                 | Lemon                      | 1 epizód     |
| 1960–1961  |                                 | The Untouchables                          | Moxie / Picolo / újságárus | 3 epizód     |
| 1961       |                                 | Gunslinger                                | Stacey                     | 1 epizód     |
| 1961       |                                 | The Roaring 20's                          | Fingers                    | 1 epizód     |
| 1961       |                                 | The Law and Mr. Jones                     | Harry Walker               | 1 epizód     |
| 1961, 1963 |                                 | Bonanza                                   | Stiles / Billy             | 2 epizód     |
| 1962       |                                 | Cain's Hundred                            | csuklyás                   | 1 epizód     |
| 1962       |                                 | Checkmate                                 | énekes                     | 1 epizód     |
| 1962       |                                 | Stoney Burke                              | Dell Tindall               | 1 epizód     |
| 1962       |                                 | Combat!                                   | Beecham közlegény          | 1 epizód     |
| 1963       |                                 | Big G                                     | Nick Crider                | 1 epizód     |
| 1964, 1969 |                                 | Daniel Boone                              | Crane / Jeb Girty          | 2 epizód     |
| 1965       |                                 | The Fugitive                              | Randy                      | 1 epizód     |
| 1965       |                                 | A Man Called Shenandoah                   | Quince Logan               | 1 epizód     |
| 1966       |                                 | The Big Valley                            | Swain                      | 1 epizód     |
| 1966       |                                 | Vacation Playhouse                        | Dayton Skagg               | 1 epizód     |
| 1966       |                                 | The Dangerous Days of Kiowa Jones         | Jelly                      | tévéfilm     |
| 1967       |                                 | The Wild Wild West                        | Lucius Brand               | 1 epizód     |
| 1967       |                                 | The Guns of Will Sonnett                  | J.J. Kates                 | 1 epizód     |
| 1967       |                                 | Cimarron Strip                            | Luther Happ                | 1 epizód     |
| 1967       |                                 | The Andy Griffith Show                    | Tulajdonos                 | 1 epizód     |
| 1968       |                                 | The High Chaparral                        | Johnny Faro                | 1 epizód     |
| 1968       |                                 | The Virginian                             | Clint Daggert              | 1 epizód     |
| 1968       |                                 | Mannix                                    | Dean Hill                  | 1 epizód     |
| 1968       |                                 | The Name of the Game                      | Joe                        | 1 epizód     |
| 1969       |                                 | Adam-12                                   | Henry Fletcher             | 1 epizód     |
| 1969       |                                 | Petticoat Junction                        | Ringo                      | 1 epizód     |
| 1970       |                                 | The Intruders                             | Whit Dykstra               | tévéfilm     |
| 1975       |                                 | The Legendary Curse of the Hope Diamond   | Warren G. Harding          | tévéfilm     |
| 1976–1977  |                                 | Mary Hartman, Mary Hartman                | Jake Walters               | 4 epizód     |
| 1979       |                                 | Flatbed Annie & Sweetiepie: Lady Truckers | C.W. Douglas               | tévéfilm     |
| 1979–1980  |                                 | Young Maverick                            | "Pokey" Tindal             | 2 epizód     |
| 1980       |                                 | The Oldest Living Graduate                | Mike                       | tévéfilm     |
| 1982       |                                 | Laverne & Shirley                         | Johnny Velvet              | 1 epizód     |
| 1983       |                                 | I Want to Live!                           | Emmett Perkins             | tévéfilm     |
| 1986       |                                 | Saturday Night Live                       | önmaga                     | műsorvezető  |
| 1987       |                                 | Faerie Tale Theatre                       | Rip Van Winkle             | 1 epizód     |
| 1987       |                                 | The Ransom of Red Chief                   | Sam                        | tévéfilm     |
| 1988       |                                 | The French as Seen By...                  | Slim                       | rövidfilm    |
| 1989       |                                 | The Jim Henson Hour                       | Chancey Bellow             | 1 epizód     |
| 1990       |                                 | Beyond the Groove                         | utazó                      | 1 epizód     |
| 1991       |                                 | Payoff                                    | csuklyás                   | tévéfilm     |
| 1992       |                                 | Hostages                                  | Frank Reed                 | tévéfilm     |
| 1993       | Hotelszoba                      | Hotel Room                                | Moe                        | 1 epizód     |
| 1994       | Fejjel a falnak                 | Against the Wall                          | Hal                        | tévéfilm     |
| 1996       | Texasi krónikák: A Holtak útján | Dead Man's Walk                           | Shadrach                   | 3 epizód     |
| 2004       | Két pasi – meg egy kicsi        | Two and a Half Men                        | önmaga                     | 1 epizód     |
| 2006–2010  | Hármastársak                    | Big Love                                  | Roman Grant                | 37 epizód    |
| 2009       |                                 | Alice                                     | Caterpillar                | 2 epizód     |
| 2010       | Chuck                           | Chuck                                     | Harry                      | 1 epizód     |
| 2011       |                                 | Mongo Wrestling Alliance                  | Kleberkuh báró (hang)      | 9 epizód     |
| 2013–2015  | Meg-boldogulni                  | Getting On                                | Leonard Butler             | 3 epizód     |
| 2017       | Twin Peaks                      | Twin Peaks                                | Carl Rodd                  | 5 epizód     |